# 네모 (건담 시리즈)
네모는 TV애니메이션 '기동전사 Ζ건담'에 등장하는 가공의 병기로, 에우고의 주력MS (모빌 슈트)이다.
본 항목에서는 게임이나 잡지 등의 미디어 믹스 기획으로 설정된 파생기의 해설도 기술한다.

## 기체 해설
그리프스 전란 당시에 이미 구식이 되어 있었던 짐II, 고성능이지만 그만큼 생산성이 나빴던 릭 디아스를 대신하는 에우고의 주력기. 설계·제조는 아나하임 일렉트로닉스사가 담당했다.
짐계에서 처음으로 무버블 프레임을 채용한 MS가 본 기이며, 기본 성능은 하이잭이나 짐 쿠엘 등의 외골격 기를 상회한다. 게다가 조종 특성은 마일드해서, 실전 경험이 적은 신병이라도 간단히 조종할 수 있는 등, 양산기로서의 퍼포먼스는 요구 수준을 거의 클리어하고 있었다. 단지 채용되어 있는 빔 라이플이 짐II의 BR-S-85계 (AE보와사 제: 출력1.9MW)를 유용하는 식으로 되어서, 약간 화력이 낮은 것이 유일한 결점이었다.
짐계 MS의 개발 경험이 없었던 아나하임 사는, 완전한 신규 설계에 의한 비용 증가나 보수 부품 조달 상의 리스크, 제어계의 불량을 회피하기 위해서, 일 년전쟁 말기의 연방군 에이스 파일럿에게 배치되었던 짐 스나이퍼II 등의 걸작기의 설계 및 장비 구성을 받아들이는 것으로 대처했다. 등부 메인 쓰러스터 및 다리부 서브 쓰러스터, 빔 사벨의 장비 위치등에서 그 영향을 알 수 있다.
짐계의 외관과는 정반대로, 기본 설계는 릭 디아스나 백식에 이은 공국계 기술을 중심으로 마무리되어 있다. 그 증명으로서, 극중에 습득한 구 공국군의 MS 겔구그를 네모 1기분을 분해한 부품을 이용해, 아가마 내에서 현지 개수한 에피소드가 있다. 등록번호는 릭 디아스, 백식에 이어지는 3번째 기체로서 'MSA-003'이 주어졌다. 장갑 재료나 기본 골격은 짐II에 비해 대폭 개량되었고, 특히 장갑에 관해서는 짐계로서는 이례적인 건다리움계 장갑이 채용되었다. 당초는 건다리움γ계가 채용될 예정이었지만, 개발 도중에 정보가 티탄즈에 누설되었기 때문에, 그 기술은 자쿠를 베이스로 한 마라사이에 투입되고, 네모는 갑작스럽게 건다리움α로 변경되었다 (일부 게임에서는 마라사이와 동일하게 건다리움γ합금제로 여겨지고 있다).
당초, 에우고에서는 보다 고성능인 마라사이를 주력기로서 전열에, 본 기는 그 지원용으로서 운용하는 전술이 고려되고 있었지만, 마라사이가 정치적 거래에 의해 티탄즈측에 빼앗기는 모양이 되었기 때문에, 에우고는 갑작스럽게 네모를 주력기로 운용 하지 않을 수 없었다.
본 기를 위해서 신규 제조된 장비는, 연방계 양산기에서는 처음인 슬라이드식 쉴드 뿐으로, 빔 라이플은 앞에서 얘기대로 짐II의 것을, 빔 사벨은 릭 디아스, 백식과 동형의 것 (출력0.4MW)이 유용되었다. 초기에는 짐계 쉴드를 장비해서 출격하고 있는 기체도 보였지만, 짐II와는 달리 빔 사벨은 하나만 장비하지 않고, 허리 뒤쪽의 래치에 2기 장비한다.
에우고의 첫 지구침공 작전인 자부로 침공 작전에서 주력기로서 투입되지만, 충분한 머릿수를 맞출 수 없었기 때문인지, 일부의 짐II에 네모의 색과 비슷한 도장을 칠해서 기수를 부풀린다는 고육지책이 꾀해진다. 이것은 텔레비전 방송 당시는 짐II의 착색 미스로 여겨지고 있었지만, 나중에 모형잡지의 작례등에서 에우고 컬러로 취급되고 있다.
이 작전에서 살아 남은 기체는, 로베르토 중위 등에 의해, 지상전으로 사양 변경하고 우주에서의 에우고의 거점 데이터를 소거해서 에우고의 지구상에의 협력 조직 카라바에게 양도되어, MSK-003로서 동 조직의 주력기로 활약했다. 킬리만자로 습격전에서는 도다이 개량형에 타고, 아무로 레이의 디제나 짐II와 함께 아우도무라를 모함으로 해서 싸웠다.
화력이 낮은 것이 문제로 지적되는 네모이지만 그 한 편으로, 전용 빔 캐넌도 개발되어, 일부의 기체에 장비되었다. 이 빔 캐넌은 기습용의 장거리무장으로서 운용 효율이 나쁜 백식의 메가 바주카 란쳐를 대신할 무장으로서 설계되었다. 병장 본체에는 조준 카메라 센서나 고정용 피크 같은 갖가지 옵션의 장착이 가능하고, 사격을 하는 본기는 머리부 카메라아이에 전용 고글을 장비한다. 그 때문에 머리부의 외관은 통상의 네모와는 다르게 된다 (#극중에서의 활약도 참조). 한편, 동 병장의 운용 데이터는 Ζ건담의 하이퍼 메가 란쳐 등 에우고의 장거리무장에 활용되었다.

### 극중에서의 활약
TV판 "기동전사Ζ건담"에서는 짐II를 대신하는 에우고의 주력 MS로서 등장. 자부로 침공 작전에서, 건 캐논 중장형에 격파되나, 파일럿은 탈출하는 것으로 높은 생존성을 알 수 있다. 그러나 두드러진 전과를 올리는 신은 적고, 건담Mk-II나 Z건담 등의 에이스 기와 대비되는 일반 양산기인 성격 상, 본 기는 교전한 적에게 격파되는 케이스가 많다.
그러나, 예외적으로 활약하는 에피소드도 있다. 강화인간 로자미아 바담이 탑승했을 때, 로자미아의 파일럿으로서의 솜씨 덕분에, 카미유 비단의 Ζ건담을 필적하는 기동성을 발휘했다. 더욱이 뒤쫓는 쿼트로 바지나의 백식이 쏜 빔 라이플 사격을 피하고, 하이잭 1기를 격파하고 있다.
극장판 "기동전사 Ζ건담 A New Translation"에서는, 에우고가 건담Mk-II를 탈취한 시점에 이미 네모가 배치되고 있었기 때문에, 건담Mk-II의 무버블 프레임 기술이 받아들여졌다는 설정과 모순이 생기고 있다. <! -- 그 때문에, 현재는 릭 디아스의 개발 때 시험 제작된 무버블 프레임을 전용하고 있다는 설정도 있다.
"ADVANCE OF Z 티탄즈의 깃발 아래"에서는 전용 빔 캐넌을 장비한 본 기가 등장해, 칼 마츠바라가 타는 [[짐 쿠엘#건담TR-1 [어드밴스드 헤이즐]|건담TR-1 [어드밴스드 헤이즐]]]을 격추했다. 또, 만화 "기동전사 건담 에콜 듀 시엘"에서는, 데이터 수집용의 복좌형 네모가 등장하고, 이것을 탄 아스나 엘마리트가 티탄즈로부터 탈취한 건담Mk-II와 모의 전투를 했다.
소설 "기동전사 건담UC"에서는, 구식화해 일선에서 물러난 기체로서 트린톤 기지에 배치되어 있었지만, 더욱 구식인 MS로 구성된 네오 지온군 잔당의 습격을 맞아 농락되고 있다. 트린톤 기지에 배치된 기체는 파랑과 흰색의 지구연방군 사양 컬러링이 되어 있다.

## 파생기 (variation)
네모 개량형
네모의 발전형. 잡지 'B-CLUB'의 연재 기획 "Z-MSV"에서 백식 개량형과 함께 러프 화로 그려진 것이 첫 출현이다. 빔 건과 빔 란쳐를 백팩에 장비하고, 왼쪽 어깨 옆에 포신을 배치. 종래 네모의 빔 라이플보다도 대형인 빔 라이플을 휴대하고 있다. 또 형식번호는 MSA-003N이며, 백팩에 릭 디아스계의 바인더를 장비하고, 제네레이터 출력이 5% 정도 향상했기 때문에, 더 고출력의 빔 라이플 장비가 가능해졌다는 설정도 있다.
네모 하이 매뉴버
월간 '모델 그래픽스' 별책 "GUNDAM WARS PROJECT Z"에서의 모형작례. 백팩을 백식의 것으로 바꿔 달고, 바인더도 같은 식의 것을 장비한 기체가 되어 있다. 작례에서는 다리 부의 쓰러스터 부가 노즐 타입의 버니어로 되어 있는 모양도 보인다. 또한 동서적에서는 형식번호는 종래의 네모와 변함없는 MSA-003으로 되어 있지만, 다른 곳에서는 MSA-004라고도 표기되고 있다.
네모II
형식번호는 MSA-004. 당초는 "Z-MSV"에서 네모III에 부수되는 설정으로서 문자로만 적혀 있었던 기체이며, 화고 모형 등의 실상은 존재하지 않았다. 거기에서는, 티탄즈의 신예기에 대항하기 위해서 에우고가 아나하임 사에 네모의 개량형을 발주했지만, 개발이 난항했기 때문에, 화력지원형인 네모III가 대체로서 제안되었다, 라는 설정으로 되어 있다. 또 '외견은 네모와 변함없다'라고도 기술되고 있지만, 게임 "기동전사 건담 기렌의 야망 액시즈의 위협V"에서, 네모III를 바탕으로 한 신규 디자인으로 등장하고 있다.
게임에서의 네모II는, 제네레이터의 안정화에 의해 화력 강화를 꾀한 기체로 여겨졌다.
"Ζ-MSV"에서 설정된 기체.
당초의 설정에서는 네모II와는 별개로 개발된 신규 기체이며, 왼쪽 어깨 옆에 빔 캐논을 1문 장비하는 화력지원형 기체로 여겨지고, 네모II를 대신해 배치된 것으로 되어 있다. 또, 롤 아웃은 [[우주세기] 0088년의 1월 18일이며, 블렉스 폴라의 암살에 의한 아나하임 사와 에우고간의 소통 혼란으로 본 기의 완성은 그리프스 전란 말기까지 늦어졌다，라고 기술되고 있다. 게임 "기동전사 건담 기렌의 야망액시즈의 위협V"의 설정에서는 네모II와 같은 기체 형상이 되었지만, 디자인으로서의 첫 출현은 본 기이다.
만화 "더블 페이크 언더 더 건담"에도 등장하고 있고, 우주세기 0090년에 건 캐논 디텍터, 바짐과 함께 콜로니 방위를 위해 출격했다.
앞서 설명한 게임의 설정으로는, 대함·대MA (모빌 아머)전에 임할 수 있는 고화력을 발휘한다고 여겨진다.
한편, 오른쪽의 제원은 "Z-MSV"의 것이다. 동 설정에 의하면, 빔 캐넌의 출력은 5.4MW로 되어 있다.
네모 캐논
형식번호MSA-003C. 서적 "기동전사 건담 신 MS 대전집" (개정 증보판)에 등장.
네모 캐넌
형식번호MSA-003. 네모의 장비 환장 기체이기 때문에 형식번호에 변화는 없다.
잡지기획 "ADVANCE OF Z 티탄즈의 깃발 아래"에 등장. 머리 부 카메라 아이 보호용 페이스 커버의 장착에 의해, 페이스 익스테리어가 듀얼 아이를 흉내낸 것이 된다. 실제로 카메라 아이가 신규설계된 것은 아니지만, 네모계에서는 진귀한 건담 타입의 머리 부를 갖춘 기체다.
종래의 백팩은 떼어지고, [[짐 쿠엘#건담TR-1 [헤이즐]|건담TR-1 [헤이즐]]]이 사용한 '쉴드 부스터'를 참고로 에우고가 독자 개발한 '롱 쉴드 부스터'와, 이것을 최대 2기 장비 가능한 신형 백팩을 장비한다. 단순한 로켓 부스터로서의 기능만이 부여된 건담TR-1 [헤이즐]의 쉴드 부스터와는 달리, 그 자체에 메가 입자포와 가동용 제네레이터를 내장해서, MS측의 제네레이터에 의존하지 않고 사격할 수 있다.
롱 쉴드 부스터는 백팩 외에, 양 팔 부에도 2기 장비되어, 최대 4기를 장비 가능. 풀 장비 시의 본 기는 건담TR-1 [어드밴스드 헤이즐】]과도 닮은 모습이 되고, 우주세기 0086년 당시의 양산기 중에서는 굴지의 가속 성능을 발휘한다.
무장은 종래의 짐II 공용의 BR-S-85계 빔 라이플도 장비. 기체의 도장은 검정을 기조로서 빨강이 곳곳에 사용되어 다. 또한 롱 쉴드 부스터는 에우고의 모든 모빌 슈트와 같은 규격으로 설계되어 있기 때문에, 릭 디아스에도 장비할 수 있다. 단 동 장비는 비용이 높고, 게다가 제조 개시가 그리프스 전란 종반이었기 때문에 극소수 밖에 제조되지 않았다.
맥심 구나 및 에우고 일반병이 탑승.
조기경계형 네모
형식번호 : MSA-003E. PC게임 "기동전사 건담 어드밴스드 오퍼레이션"에 등장.
네모를 조기경계형으로 개수한 기체. 고출력 센서나 레이돔 등 강력한 색적 시스템을 탑재한 백팩이 특징.

## 같이 보기
- 건담 시리즈에 등장하는 병기 목록